# Monte Terror
El monte Terror es un volcán en escudo situado en la Antártida, localizado en la isla de Ross. Está bañado por las aguas del mar del mismo nombre y dentro de la denominada plataforma o barrera de hielo de Ross, que concentra más del 30% del hielo continental. 
El monte Erebus —volcán que se eleva 3794 m sobre el nivel del mar— se localiza a tan solo 35 km al suroeste de su gemelo, el Terror, que se alza a 3230 m de altitud, con una prominencia de 1696 m, y cuya actividad es inexistente. Ambos se sitúan en el extremo meridional de la Tierra de Victoria, región que es atravesada por las denominadas montañas Transantárticas y que forma parte de la Dependencia de Ross.

## Historia
Los montes Terror y Erebus fueron descubiertos en el año de 1841 por James Clark Ross, explorador británico que entre 1839 y 1843 llevó a cabo varios viajes por el continente blanco, en los que, además de descubrir ambas cumbres, costeó la plataforma de hielo que lleva su nombre y alcanzó la península Antártica. Llevan esos nombres en honor de los dos barcos de la expedición, el HMS Terror y el HMS Erebus.